# Stu Grimson
Allan Stuart „Stu“ Grimson (* 20. Mai 1965 in Vancouver, British Columbia) ist ein ehemaliger kanadischer Eishockeyspieler, der im Verlauf seiner aktiven Karriere zwischen 1982 und 2002 unter anderem 771 Spiele für die Calgary Flames, Chicago Blackhawks, Mighty Ducks of Anaheim, Detroit Red Wings, Hartford Whalers, Carolina Hurricanes, Los Angeles Kings und Nashville Predators in der National Hockey League auf der Position des linken Flügelstürmers bestritten hat. Grimson, der den Spielertyp des Enforcers verkörperte, feierte seinen größten Karriereerfolg jedoch in Diensten der Salt Lake Golden Eagles mit dem Gewinn des Turner Cups der International Hockey League im Jahr 1988.

## Karriere
Stu Grimson begann seine Karriere als Eishockeyspieler bei den Regina Pats, für die er von 1982 bis 1985 in der kanadischen Juniorenliga Western Hockey League aktiv war. In diesem Zeitraum wurde er im NHL Entry Draft 1983 in der zehnten Runde als insgesamt 186. Spieler von den Detroit Red Wings ausgewählt. Da diese ihn in den folgenden beiden Jahren jedoch nicht unter Vertrag nahmen, konnte er im NHL Entry Draft 1985 in der siebten Runde als insgesamt 143. Spieler von den Calgary Flames ausgewählt werden. Zunächst spielte der Angreifer jedoch je zwei Jahre lang für die Mannschaft der University of Manitoba und Calgarys Farmteam aus der International Hockey League, die Salt Lake Golden Eagles, ehe er in der Saison 1988/89 sein Debüt in der National Hockey League für die Flames gab, wobei er bei seinem einzigen Einsatz in dieser Spielzeit fünf Strafminuten erhielt.
Mit den Salt Lake Golden Eagles gewann der Linksschütze in der Spielzeit 1987/88 den Turner Cup. Von 1990 bis 1993 spielte Grimson für die Chicago Blackhawks, ehe er im NHL Expansion Draft 1993 von den neugegründeten Mighty Ducks of Anaheim ausgewählt wurde. Für die Mighty Ducks spielte er zwei Jahre lang. Nach etwas mehr als einem Jahr bei den Detroit Red Wings wurde der Kanadier zu Beginn der Saison 1996/97 von den Hartford Whalers verpflichtet. Als diese nach Saisonende umgesiedelt wurden, behielt das in Carolina Hurricanes umbenannte Franchise seine Vertragsrechte. Bei den Hurricanes stand er in der Saison 1997/98 in allen 82 Spielen auf dem Eis und verbuchte sieben Scorerpunkte, darunter drei Tore. Anschließend verbrachte er zwei Jahre bei seinem Ex-Club aus Anaheim, sowie je eine Spielzeit bei den Los Angeles Kings und Nashville Predators, bei denen er 2002 seine Laufbahn beendete. Grimson saß im Verlauf seiner Karriere, während welcher er eine Reihe von Rivalitäten mit Enforcern wie Darren Langdon, Georges Laraque,  Krzysztof Oliwa und Bob Probert führte, insgesamt mehr als 2000 Minuten auf der Strafbank. Sein Ruf als gefürchteter Kämpfer brachte ihm den Spitznamen „The Grim Reaper“.
Stu Grimson stand der NHL’s Christian Fellowship Anfang der 1990er Jahre vor. Nach seinem Karriereende studierte er Jura und arbeitet derzeit für eine Anwaltskanzlei in Nashville.

## Erfolge und Auszeichnungen
- 1988 Turner-Cup-Gewinn mit den Salt Lake Golden Eagles

## Karrierestatistik
(Legende zur Spielerstatistik: Sp oder GP = absolvierte Spiele; T oder G = erzielte Tore; V oder A = erzielte Assists; Pkt oder Pts = erzielte Scorerpunkte; SM oder PIM = erhaltene Strafminuten; +/− = Plus/Minus-Bilanz; PP = erzielte Überzahltore; SH = erzielte Unterzahltore; GW = erzielte Siegtore; 1 Play-downs/Relegation; Kursiv: Statistik nicht vollständig)